# Награди „Оскар“ (63-та церемония)
Шестдесет и третата церемония по връчване на филмовите награди „Оскар“ се провежда на 25 март 1991 година. На нея се връчват призове за най-добри постижения във филмовото изкуство за предходната 1990 година. Провеждането на събитието се завръща в залата „Шрайн Аудиториум“, Лос Анджелис, Калифорния, заради по-голямата ѝ вместимост. Водещ на представлението отново е актьорът Били Кристъл, който, за това си представяне, е удостоен с две телевизионни награди Еми.
Големият победител на вечерта е епичният уестърн „Танцуващият с вълци“, режисиран от Кевин Костнър, номиниран за отличието в 12 категории, печелейки 7 от тях.
Сред останалите основни заглавия са стилизираният игрален комикс „Дик Трейси“ на Уорън Бийти, третата част на мафиотския епос „Кръстникът“ на Франсис Форд Копола, гангстерското криминале „Добри момчета“ на Мартин Скорсезе и романтичното фентъзи „Призрак“ на Джери Зукер.
Упи Голдбърг е първата чернокожа актриса, след Хати Макдениъл от далечната 12-а церемония насам, която е удостоена с награда на академията.

## Филми с множество номинации и награди
| Долуизброените филми получават повече от 2 номинации в различните категории за настоящата церемония: - 12 номинации: Танцуващият с вълци - 7 номинации: Дик Трейси, Кръстникът 3 - 6 номинации: Добри момчета - 5 номинации: Сирано дьо Бержерак, Призрак - 4 номинации: Авалон, Измамниците - 3 номинации: Пробуждане, На лов за Червения октомври, Обрати на съдбата, Зов за завръщане | Долуизброените филми получават повече от 1 награда „Оскар“ на настоящата церемония: - 7 статуетки: Танцуващият с вълци - 3 статуетки: Дик Трейси - 2 статуетки: Призрак |

## Номинации и награди
Долната таблица показва номинациите за наградите в основните категории. Победителите са изписани на първо място с удебелен шрифт.
| Най-добър филм | Най-добър режисьор |
| --- | --- |
| - Танцуващият с вълци - Пробуждане - Призрак - Кръстникът 3 - Добри момчета                                                                                              | - Кевин Костнър – Танцуващият с вълци - Франсис Форд Копола – Кръстникът 3 - Стивън Фриърс – Измамниците - Барбе Шрьодер – Обрат на съдбата - Мартин Скорсезе – Добри момчета                |
| Най-добра мъжка роля | Най-добра женска роля |
| - Джеръми Айрънс – Обрати на съдбата - Кевин Костнър – Танцуващият с вълци - Робърт Де Ниро – Пробуждане - Жерар Депардийо – Сирано дьо Бержерак - Ричард Харис – Полето | - Кати Бейтс – Мизъри - Анжелика Хюстън – Измамниците - Джулия Робъртс – Хубава жена - Мерил Стрийп – Поздрави от Холивуд - Джоан Удуърд – Господин и госпожа Бридж                          |
| Най-добра поддържаща мъжка роля | Най-добра поддържаща женска роля |
| - Джо Пеши – Добри момчета - Брус Дейвисън – Стар другар - Анди Гарсия – Кръстникът 3 - Греъм Грийн – Танцуващият с вълци - Ал Пачино – Дик Трейси                       | - Упи Голдбърг – Призрак - Анет Бенинг – Измамниците - Лорейн Брако – Добри момчета - Даян Лад – Диво сърце - Мери Макдонъл – Танцуващият с вълци                                            |
| Най-добър оригинален сценарий | Най-добър адаптиран сценарий |
| - Призрак – Брус Джоуел Рубин - Алис – Уди Алън - Авалон – Бари Левинсън - Зелена карта – Питър Уиър - Metropolitan – Уит Стилман                                        | - Танцуващият с вълци – Майкъл Блейк - Пробуждане – Steven Zaillian - Добри момчета – Nicholas Pileggi и Мартин Скорсезе - Измамниците – Доналд Уестлейк - Обрати на съдбата – Никълъс Казан |
| Най-добра кинематография (операторско майсторство) | Най-добър чуждоезичен филм |
| - Танцуващият с вълци – Дийн Семлер - Авалон – Ален Давио - Дик Трейси – Виторио Стораро - Кръстникът 3 – Гордън Уилис - Хенри и Джун – Филип Русло                      | - Пътуване на надеждата (Швейцария) - Сирано дьо Бержерак (Франция) - Ju Dou (Китай) - Гадното момиче (Западна Германия) - Отворени врати (Италия)                                           |

## Галерия
| Кевин Костнър „Оскар“ за режисура | Джеръми Айрънс „Оскар“ за главна мъжка роля | Кати Бейтс „Оскар“ за главна женска роля | Джо Пеши „Оскар“ за поддържаща мъжка роля | Упи Голдбърг „Оскар“ за поддържаща женска роля |
| --------------------------------- | ------------------------------------------- | ---------------------------------------- | ----------------------------------------- | ---------------------------------------------- |
|                                   |                                             |                                          |                                           |                                                |